# Kirchenkreis Witzenhausen
Der Kirchenkreis Witzenhausen war ein Kirchenkreis der Evangelischen Kirche von Kurhessen-Waldeck (EKKW) im Sprengel Kassel. Zum 1. Januar 2020 fusionierte er mit dem benachbarten Kirchenkreis Eschwege zum Kirchenkreis Werra-Meißner.
In den 49 Gemeinden des Kirchenkreises lebten 27.567 evangelische Christinnen und Christen. Es bestanden 23 Pfarrstellen, fünf Kindertagesstätten in kirchlicher Trägerschaft sowie eine Evangelische Studierendengemeinde. Letzte Leiterin des Kirchenkreises war Dekanin Ulrike Laakmann. Sitz des Kirchenkreises war Witzenhausen.

## Gemeinden
Der Kirchenkreis erstreckte sich in etwa über die politischen Gemeinden des Altkreises Witzenhausen und bestand aus den Kirchengemeinden:
- Albshausen
- Allendorf
- Bad Sooden
- Berge
- Blickershausen
- Dohrenbach
- Dudenrode
- Eichenberg
- Ellershausen
- Ellingerode
- Epterode
- Ermschwerd
- Friedrichsbrück
- Fürstenhagen
- Gertenbach
- Großalmerode
- Günsterode
- Hausen
- Hebenshausen
- Hermannrode
- Hessisch Lichtenau
- Hilgershausen
- Hollstein
- Hopfelde
- Hubenrode
- Hundelshausen
- Kammerbach
- Kleinalmerode
- Kleinvach
- Küchen
- Laudenbach
- Marzhausen
- Neuseesen
- Oberrieden
- Orferode
- Quentel
- Reichenbach
- Retterode
- Rommerode
- Roßbach
- Trubenhausen
- Uengsterode
- Unterrieden
- Velmeden
- Walburg
- Weißenbach
- Wendershausen
- Werleshausen
- Wickersrode
- Witzenhausen
- Ziegenhagen

## Lage
Er grenzte an die kurhessischen Kirchenkreise Kaufungen im Westen, Melsungen im Süden und Eschwege im Osten sowie an die Evangelisch-lutherische Landeskirche Hannovers im Norden.